# فرانک (واحد پول)
فرانک نام چند یکای پول است. فرانک فرانسه یکای پول پیشین فرانسه پیش از پیوستن به یورو در ۱۹۹۹ میلادی بود. فرانک سوئیس به دلیل اعتبار مؤسسات مالی سوئیسی، یکی از ارزهای عمدهٔ کنونی جهان است. گفته می‌شود که این نام از عبارت لاتین francorum rex به معنی شاه فرانک‌ها (که روی سکه‌های فرانسوی تا سدهٔ ۱۸ ثبت می‌شد) یا از واژهٔ فرانسوی franc به معنی آزاد گرفته شده‌است.
اکنون سوئیس، لیختن‌اشتاین و بیشتر کشورهای آفریقایی فرانسوی‌زبان از فرانک استفاده می‌کنند. پیش از معرفی یورو، کشورهای فرانسه، بلژیک و لوکزامبورگ نیز از این یکای استفاده می‌کردند. فرانک در مستعمرات امپراتوری فرانسه از جمله الجزایر و کامبوج نیز به کار برده می‌شد.
معمولاً یک فرانک به ۱۰۰ سانتیم تقسیم می‌شود. نماد فرانک فرانسه ₣ یا به صورت متداول‌تر F بود. بانک‌ها و بازارهای مالی از مخفف‌های FF برای فرانک فرانسه، FB برای فرانک بلژیک و FL برای فرانک لوکزامبورگ استفاده می‌کردند.

## منشأ

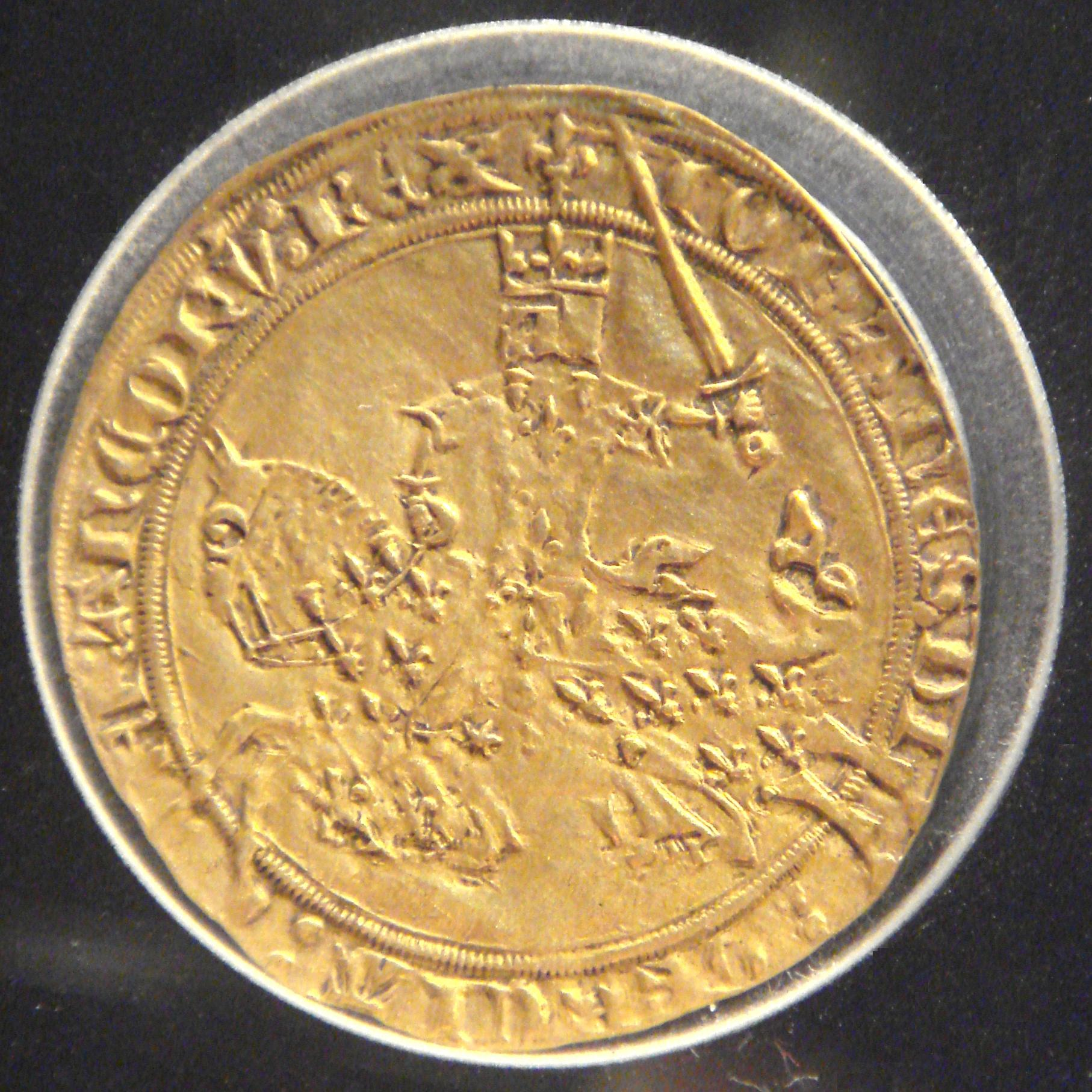
نخستین سکهً فرانک ضرب شده به افتخار رهایی ژان دوم از اسارت در ۵ دسامبر ۱۳۶۰ میلادی، تصویر یک مبارز را نشان می‌داد. از طلای ۲۴ عیار به وزن ۳٫۷۳ گرم بود.

نخستین بار فرانک به عنوان یک سکهٔ طلای فرانسوی در سال ۱۳۶۰ میلادی به مناسبت آزادی ژان دوم از بند انگلیسی‌ها ضرب شد. ژان دوم چهار سال پیشتر در نبرد پواتیه دستگیر و اسیر شده‌بود. این سکه معادل با یک پوند تور بود.

## فرانک فرانسه
فرانک فرانسه نام سکه‌ای بود که از ۱۳۶۰ تا ۱۳۸۰ از جنس طلا و از ۱۵۷۵ تا ۱۶۴۱ از جنس نقره در فرانسه ضرب می‌شد. لوئی سیزدهم در ۱۶۴۱ آن را منسوخ کرد تا دو سکهٔ طلایی لوئی و نقره‌ای اکو مورد استفاده قرار گیرند. دوباره از ۱۷۹۵ تا ۱۹۹۹ ارز ملی فرانسه بود. فرانک فرانسه برای بسیاری از مستعمرات پیشین فرانسه مانند مراکش و الجزایر نیز ضرب می‌شد. اکنون بسیاری از این کشورها پس از استقلال، همچنان از فرانک به عنوان ارز رسمی خود استفاده می‌کنند.
در ۳۱ دسامبر ۱۹۹۸ ارزش فرانک فرانسه نسبت به یورو به صورت هر یورو معادل ۶٫۵۵۹۵۷ فرانک تثبیت شد و پس از معرفی اسکناس‌ها و سکه‌های یورو در ۱۹۹۹ تا ۲۸ فوریهٔ ۲۰۰۲ به عنوان ارز رسمی معامله می‌شد و تا ۱۹ فوریهٔ ۲۰۱۲ در بانک‌ها قابل مبادله بود.

## فرانک آفریقا و اقیانوسیه

فرانک سی‌اف‌ای آفریقای غربی (XOF) فرانک سی‌اف‌ای آفریقای میانه (XAF)

۱۴ کشور آفریقایی از فرانک سی‌اف‌ای استفاده می‌کنند. ارزش این فرانک در ابتدا (۱۹۴۵) معادل ۱٫۵ فرانک فرانسه و از ۱۹۴۸ معادل ۲ فرانک (از ۱۹۶۰ معادل ۰٫۰۲ فرانک جدید) بود. ولی پس از ژانویهٔ ۱۹۹۴ ارزش آن به ۰٫۰۱ فرانک فرانسه کاهش یافت. از ژانویهٔ ۱۹۹۹ هر فرانک سی‌اف‌ای معادل با ۰٫۰۰۱۵۲۴۴۹ یورو مبادله می‌شود.
هم‌چنین فرانک اقیانوسیه در مستعمرات پیشین و کنونی فرانسه در اقیانوس آرام به کار برده می‌شود. ارزش این واحد در حال حاضر ۰٫۰۰۸۴ یورو است.

## فرانک بلژیک و فرانک لوکزامبورگ
فتح بیشتر بخش‌های اروپای غربی در دوران انقلاب فرانسه و جنگ‌های ناپلئون منجر به گسترش بیشتر دامنهٔ کاربرد فرانک شد. پادشاهی جدید بلژیک، پس از استقلال از هلند، در سال ۱۸۳۲ فرانک بلژیک را تصویب کرد. لوکزامبورگ در ۱۸۴۸ و سوئیس در ۱۸۵۰ فرانک را به عنوان ارز رسمی خود انتخاب کردند.
در سال ۱۸۶۵، فرانسه، بلژیک، لوکزامبورگ و ایتالیا اتحادیهٔ پولی لاتین را پدیدآوردند که اسپانیا و یونان نیز در ۱۸۶۸ به آن پیوستند. هر کشور یک واحد پول ملی به ارزش ۴٫۵ گرم نقره یا ۰٫۲۹۰۳۲۲ گرم طلا (خالص) داشت که ارزش آن با ارزهای دیگر اتحادیه یکسان بود. در ۱۹۲۶ بلژیک و فرانسه دچار استهلاک مالی شدند که منجر به تعریف پایهٔ پولی جدیدی برای معاملات بین‌المللی شد و هر دو از اتحادیه خارج شدند. اتحادیه در پایان همان سال، منحل شد.
فرانک بلژیک و لوکزامبورگ در آغاز سال ۱۹۹۹ با یورو جایگزین شد. هر فرانک معادل با ۰٫۰۲۴۷۸۹ یورو مبادله شد.

## فرانک سوئیس و لیختن‌اشتاین
فرانک سوئیس که ارزش آن در برابر یورو از آوریل تا سپتامبر ۲۰۰۰ افزایش قابل توجهی یافت، یکی از قدرتمندترین ارزهای جهان باقی مانده‌است و اکنون هر فرانک معادل حدود پنج‌ششم یک یورو مبادله می‌شود. فرانک سوئیس در سوئیس و لیختن‌اشتاین به کار برده می‌شود. هرچند که لیختن‌اشتاین ارز خود را نیز دارد که در زمان‌های مختلف برای یادبود یا کاربردهای ضروری مورد استفاده قرار می‌گیرد.

## کشورهای استفاده‌کننده از فرانک
کشورهای استفاده‌کننده از فرانک در حال حاضر
| کشور                  | ارز                        | کد ایزو ۴۲۱۷ |
| --------------------- | -------------------------- | ------------ |
| بنین                  | فرانک سی‌اف‌ای آفریقای غربی  | XOF          |
| بورکینافاسو           | فرانک سی‌اف‌ای آفریقای غربی  | XOF          |
| بوروندی               | فرانک بوروندی              | BIF          |
| کامرون                | فرانک سی‌اف‌ای آفریقای میانه | XAF          |
| جمهوری آفریقای مرکزی  | فرانک سی‌اف‌ای آفریقای میانه | XAF          |
| چاد                   | فرانک سی‌اف‌ای آفریقای میانه | XAF          |
| جمهوری کنگو           | فرانک سی‌اف‌ای آفریقای میانه | XAF          |
| جمهوری دموکراتیک کنگو | فرانک کنگو                 | CDF          |
| کومور                 | فرانک کمر                  | KMF          |
| ساحل عاج              | فرانک سی‌اف‌ای آفریقای غربی  | XOF          |
| جیبوتی                | فرانک جیبوتی               | DJF          |
| گینه استوایی          | فرانک سی‌اف‌ای آفریقای میانه | XAF          |
| گابن                  | فرانک سی‌اف‌ای آفریقای میانه | XAF          |
| گینه                  | فرانک گینه                 | GNF          |
| گینه بیسائو           | فرانک سی‌اف‌ای آفریقای غربی  | XOF          |
| لیختن‌اشتاین           | فرانک سوئیس                | CHF          |
| مالی                  | فرانک سی‌اف‌ای آفریقای غربی  | XOF          |
| نیجر                  | فرانک سی‌اف‌ای آفریقای غربی  | XOF          |
| رواندا                | فرانک رواندا               | RWF          |
| سنگال                 | فرانک سی‌اف‌ای آفریقای غربی  | XOF          |
| سوئیس                 | فرانک سوئیس                | CHF          |
| توگو                  | فرانک سی‌اف‌ای آفریقای غربی  | XOF          |

کشورهایی که قبلاً از فرانک استفاده می‌کردند
- الجزایر: فرانک الجزایر در ۱۹۶۴ با دینار الجزایر جایگزین شد.
- آندورا: فرانک فرانسه و پزوتا در ۲۰۰۲ با یورو جایگزین شد.
- بلژیک: فرانک بلژیک در ۲۰۰۲ با یورو جایگزین شد.
- فرانسه و بخش از مجموعه‌های فرادریایی آن: فرانک فرانسه در ۲۰۰۲ با یورو جایگزین شد.
- لوکزامبورگ: فرانک لوگزامبورگ در ۲۰۰۲ با یورو جایگزین شد.
- ماداگاسکار: فرانک مالاگاسی در ۲۰۰۵ با آریاری جایگزین شد.
- موریتانی: فرانک سی‌اف‌ای در ۱۹۷۳ با اوگویای موریتانی جایگزین شد.
- موناکو: فرانک فرانسه در ۲۰۰۲ با یورو جایگزین شد.
- مراکش: فرانک مراکش در ۱۹۶۰ به صورت ناگهانی با درهم مراکش جایگزین شد.
- زارلند: فرانک سار از ۲۰ نوامبر ۱۹۴۷ تا ۶ ژوئیهٔ ۱۹۵۹ به کار می‌رفت. در ۷ ژوئیهٔ ۱۹۵۹ با مارک آلمان جایگزین شد.
- تونس: فرانک تونس در ۱۹۵۸ با دینار تونس جایگزین شد.